# WABA liga 2024-2025
La Lega Adriatica di pallacanestro femminile 2024-2025 è stata la ventiquattresima edizione della competizione. Hanno partecipato nove squadre provenienti dalle seguenti sei nazioni: Bosnia ed Erzegovina, Bulgaria, Croazia, Montenegro, Serbia e Slovenia.
Il torneo è stato vinto dalle montenegrine del Budućnost.

## Regolamento
Le 9 squadre partecipanti alla stagione regolare disputano un girone unico con partite di andata e ritorno per un totale di 16 giornate.
Le prime 4 si qualificano alle Final Four.

## Squadre partecipanti
- Tra parentesi posizione in classifica nel proprio campionato 2023-2024.

| Nazione              | Squadre                   |
| -------------------- | ------------------------- |
| Croazia              | Trešnjevka 2009(seconda)  |
| Croazia              | Zadar Plus(decima)        |
| Croazia              | Novi Zagreb(undicesima)   |
| Bulgaria             | Beroe(sampione)           |
| Bulgaria             | Montana 2003(seconda)     |
| Bosnia ed Erzegovina | Orlovi(campione)          |
| Montenegro           | Budućnost Bemax(campione) |
| Serbia               | Partizan 1953(terza)      |
| Slovenia             | Cinkarna Celje(campione)  |

Legenda:
      detentore del trofeo
      finalista
Note:
1. ↑  Zadar Plus prende il posto del Ragusa, ritiratasi dal torneo: (HR) Ragusa odustala, igra Zadar Plus, su waba-league.com, 11 settembre 2024.

## Regular season
Le partite si sono disputate dal 2 ottobre 2024 al 12 marzo 2025.

### Classifica
| Pos. | Squadra         | Pt | G  | V  | P  | PtF  | PtS  | DP   | CD  |
| ---- | --------------- | -- | -- | -- | -- | ---- | ---- | ---- | --- |
| 1.   | Cinkarna Celje  | 31 | 16 | 15 | 1  | 1272 | 872  | +400 |     |
| 2.   | Buducnost       | 30 | 16 | 14 | 2  | 1161 | 832  | +329 |     |
| 3.   | Montana 2003    | 27 | 16 | 11 | 5  | 1071 | 970  | +101 | +7  |
| 4.   | Beroe           | 27 | 16 | 11 | 5  | 1080 | 991  | +89  | -7  |
| 5.   | Trešnjevka 2009 | 23 | 16 | 7  | 9  | 1042 | 1032 | +10  |     |
| 6.   | Partizan        | 21 | 16 | 5  | 11 | 963  | 1081 | -118 | 2-0 |
| 7.   | Orlovi          | 21 | 16 | 5  | 11 | 1031 | 1202 | -171 | 0-2 |
| 8.   | Novi Zagreb     | 20 | 16 | 4  | 12 | 923  | 1243 | -320 |     |
| 9.   | Zadar Plus      | 0  | 16 | 0  | 16 | 0    | 320  | -320 |     |

Legenda:
      qualificate alle final four
      ritirata
Regolamento:
Due punti a vittoria, uno a sconfitta.
In caso di parità di punteggio, contano gli scontri diretti e la classifica avulsa.

### Risultati
|                 | CEL    | BUD    | MON   | BER    | TRE   | PAR   | ORL    | ZAG    | ZAD    |
| --------------- | ------ | ------ | ----- | ------ | ----- | ----- | ------ | ------ | ------ |
| Cinkarna Celje  |        | 76–67  | 75–51 | 104–77 | 79–63 | 99–60 | 115–69 | 108–54 | 113–63 |
| Buducnost       | 71–64  |        | 75–68 | 83–42  | 81–56 | 85–48 | 88–56  | 105–51 | 20–0   |
| Montana 2003    | 57–77  | 60–75  |       | 77–63  | 88–72 | 77–62 | 77–73  | 77–59  | 84–63  |
| Beroe           | 72–86  | 69–64  | 83–76 |        | 81–71 | 79–58 | 93–58  | 74–54  | 20–0   |
| Tresnjevka 2009 | 54–78  | 53–63  | 67–81 | 80–76  |       | 85–56 | 83–72  | 101–57 | 80–74  |
| Partizan        | 64–68  | 61–78  | 69–82 | 51–75  | 60–69 |       | 82–75  | 85–64  | 67–65  |
| Orlovi          | 54–88  | 69–81  | 54–80 | 76–91  | 80–71 | 72–99 |        | 100–78 | 96–65  |
| Novi Zagreb     | 59–115 | 59–105 | 66–80 | 53–65  | 80–77 | 73–68 | 76–83  |        | 20–0   |
| Zadar Plus      | 0–20   | 60–75  | 50–88 | 0–20   | 0–20  | 0–20  | 72–59  | 86–63  |        |

## Final Four
Le gare si sono disputate a Celje in Slovenia il 29 marzo e il 30 marzo 2025.
|  | Semifinali   | Semifinali   | Semifinali |           |       | Finale          | Finale          | Finale          |  |
|  |              |              |            |           |       |                 |                 |                 |  |
|  | Celje        | Celje        | 76         |           |       |                 |                 |                 |  |
|  | Celje        | Celje        | 76         |           |       |                 |                 |                 |  |
|  | Beroe        | Beroe        | 61         |           |       |                 |                 |                 |  |
|  | Beroe        | Beroe        | 61         |           | Celje | Celje           | 64              |                 |  |
|  |              |              |            |           | Celje | Celje           | 64              |                 |  |
|  |              |              | Budućnost  | Budućnost | 71    |                 |                 |                 |  |
|  | Budućnost    | Budućnost    | Budućnost  | Budućnost | 71    | 83              |                 |                 |  |
|  | Budućnost    | Budućnost    |            |           |       | 83              |                 |                 |  |
|  | Montana 2003 | Montana 2003 | 78         |           |       | Finale 3º posto | Finale 3º posto | Finale 3º posto |  |
|  | Montana 2003 | Montana 2003 | 78         |           |       |                 |                 |                 |  |
|  |              |              |            |           |       |                 |                 |                 |  |
|  |              |              |            |           |       | Montana 2003    | Montana 2003    | 73              |  |
|  |              |              |            |           |       | Montana 2003    | Montana 2003    | 73              |  |
|  |              |              |            |           |       | Beroe           | Beroe           | 63              |  |

## Verdetti
- Vincitrice:  Budućnost (4º titolo)
Formazione:[7] Anastasija Drobnjak, Milena Bigovic, Katherine Briggs, Marija Baosic, Zoran Radonjić, Janja Dragišić, Atina Radevic, Jelena Bulajić, Lola Racković, Nikolina Ilic, Jovana Savković, Maja Bigović, Tess Amundsen. Allenatore: Petar Stojanovic.